# Seznam dílů seriálu Hotel Transylvánie: Seriál
Toto je seznam dílů seriálu Hotel Transylvánie. Kanadsko-americký animovaný fantasy televizní seriál Hotel Transylvánie: Seriál je produkovaný Sony Pictures Animation a Nelvana společně s Corus Entertainment. Seriál měl premiéru 25. června 2017 na stanici Disney Channel. 

## Přehled řad
| Řada    | Díly | Premiéra v USA  | Premiéra v USA  | Premiéra v ČR   | Premiéra v ČR   |
| Řada    | Díly | První díl       | Poslední díl    | První díl       | Poslední díl    |
| ------- | ---- | --------------- | --------------- | --------------- | --------------- |
| Kraťasy | 4    | 9. června 2017  | 26. června 2017 | nebylo vysíláno | nebylo vysíláno |
| 1       | 26   | 25. června 2017 | 25. června 2018 | 30. října 2017  | 28. září 2018   |
| 2       | 26   | 8. října 2019   | 29. října 2020  | bude oznámeno   | bude oznámeno   |

## Seznam dílů

### Kraťasy (2017)
Tyto krátké díly byly vysílány přes WATCH Disney Channel a Disney Channel's YouTube, taktéž byly vysílány na stanici Disney Channel během reklamních přestávek.
| Č. v řadě | Původní název   | Scénář a příběh | Premiéra v USA                                |
| --------- | --------------- | --------------- | --------------------------------------------- |
| 1         | Summer Vacation | bude oznámeno   | 9. června 2017                                |
| 2         | Drac Be Trippin | bude oznámeno   | 11. června 2017                               |
| 3         | Who's the Boss  | bude oznámeno   | 18. června 2017                               |
| 4         | Ballad of Mavis | bude oznámeno   | 24. června 2017 (TV) 26. června 2017 (online) |

### První řada (2017–2018)
| Č. v seriálu | Č. v řadě | Původní název                                     | Český název                                           | Režie      | Scénář                        | Příběh                       | Premiéra v USA           | Premiéra v ČR      |
| ------------ | --------- | ------------------------------------------------- | ----------------------------------------------------- | ---------- | ----------------------------- | ---------------------------- | ------------------------ | ------------------ |
| 1            | 12        | Enter the NosepickerHide & Shriek                 | Pozor na SmrkáčeSchovaná schovanka                    | Robin Budd | Mark SteinbergBen Joseph      | Frank LitzenEugene McDermott | 25. června 2017          | 30. října 2017     |
| 2            | 34        | Bad FridayHoop Screams                            | Zlý pátekRuce s ručením omezeným                      | Robin Budd | Alex GanetakosEmer Connon     | bude oznámeno                | 26. června 2017          | 31. října 2017     |
| 3            | 56        | Buggin' OutHow Do You Solve a Problem Like Medusa | Dobrou brouciS medůzou není žádný med                 | Robin Budd | Alice ProdanouAndrew Harrison | bude oznámeno                | 27. června 2017          | 1. listopadu 2017  |
| 4            | 78        | Adventures In VampiresittingPhlegm Ball           | Když je k mání upír na hlídáníHelenová 2              | Robin Budd | Mark SteinbergBen Joesph      | bude oznámeno                | 28. června 2017          | 2. listopadu 2017  |
| 5            | 910       | Wendy Big and TallDoppelfanger                    | Velikán WendyMavis v říši před zrcadlem               | Robin Budd | Emer ConnonAndrew Harrison    | bude oznámeno                | 29. června 2017          | 3. listopadu 2017  |
| 6            | 1112      | Great EggspectationsHotel Pennsylvania            | Vaječný optimismusHotel Pennsylvania                  | Robin Budd | Alice ProdanouAndrew Harrison | bude oznámeno                | 9. července 2017         | 6. listopadu 2017  |
| 7            | 1314      | Breakfast at Lydia'sThe Trouble with Wendies      | Snídaně u LydiePotíže s Wendy                         | Robin Budd | Ben JosephAlex Ganetakos      | bude oznámeno                | 16. července 2017        | 7. listopadu 2017  |
| 8            | 1516      | FrankenstuntWhat About Blob?                      | Hrrr na hrdinstvíZpackaná akce                        | Robin Budd | Andrew HarrisonMark Steinberg | bude oznámeno                | 23. července 2017        | 8. listopadu 2017  |
| 9            | 1718      | Curse ClubCasket if You Can                       | Klub kletbařůHodinová rakvářka                        | Robin Budd | Alice ProdanouEmer Connon     | bude oznámeno                | 30. července 2017        | 9. listopadu 2017  |
| 10           | 1920      | A Scare to RememberHank and the Real Boy          | Nezapomenutelné zděšeníHank člověkem                  | Robin Budd | Ben JosephAlice Prodanou      | bude oznámeno                | 6. srpna 2017            | 10. listopadu 2017 |
| 11           | 2122      | The WraptureBecoming Klaus                        | VýmotekKlausofobie                                    | Robin Budd | Alex GanetakosEmer Connon     | bude oznámeno                | 20. srpna 2017           | 23. února 2018     |
| 12           | 2324      | 116 CandlesStop or my Mummy will Shout            | PopendoMamča-mumča                                    | Robin Budd | Andrew HarrisonBen Joseph     | bude oznámeno                | 1. října 2017            | 27. února 2018     |
| 13           | 25        | The Legend of Pumpkin Guts                        | Legenda o Dýňodlakovi                                 | Robin Budd | Mark Steinberg                | bude oznámeno                | 8. října 2017            | 28. února 2018     |
| 14           | 2627      | Fright of HandDude Where's My Garlic?             | Nelámejte nad ní kouzelnou hůlkuČesnek rodiny Drákulů | Robin Budd | Alex GanetakosEmer Connon     | bude oznámeno                | 15. října 2017           | 1. března 2018     |
| 15           | 2829      | Bat Flap FeverThumb and Thumber                   | Klamy ReklamyPaličák palečák                          | Robin Budd | Ben JosephAlice Prodanou      | bude oznámeno                | 22. října 2017           | 2. března 2018     |
| 16           | 3031      | Brain DrainHair Today, Gone Tomorrow              | Mozkový třasZa vlas za rodinu                         | Robin Budd | Alice ProdanouAndrew Harrison | bude oznámeno                | 4. listopadu 2017        | 5. května 2018     |
| 17           | 3233      | Drop The NeedleReally Gross Anatomy               | Mavis jako na jehláchZkroušený zkoušený               | Robin Budd | Alex GanetakosEmer Connon     | bude oznámeno                | 1. listopadu 2017        | 12. května 2018    |
| 18           | 34        | The Fright Before Creepmas                        | Strašné a Zděsilé                                     | Robin Budd | Andrew Harrison               | bude oznámeno                | 2. prosince 2017         | 10. prosince 2018  |
| 19           | 3536      | Exit SandmanRoadkill Trip                         | Hon na MonferaDomršin Marš                            | Robin Budd | bude oznámeno                 | bude oznámeno                | 17. června 2018 (Kanada) | 26. května 2018    |
| 20           | 3738      | Top WingFried Mean Tomatoes                       | Noční bradavicePantomima v kurzu                      | Robin Budd | bude oznámeno                 | bude oznámeno                | 23 června 2018 (Kanada)  | 2. června 2018     |
| 21           | 3940      | Four Monsters and a FuneralRainbow Doom           | Čtyři příšery a jeden pohřebCukrový nářez             | Robin Budd | bude oznámeno                 | bude oznámeno                | 24. června 2018 (Kanada) | 24. září 2018      |
| 22           | 41        | Drac to the Future                                | Návrat do budoucnosti                                 | Robin Budd | bude oznámeno                 | bude oznámeno                | 25. června 2018          | 16. května 2018    |
| 23           | 4243      | GorytellingA Few Good Monsters                    | Krhavý románPár dobrých příšer                        | Robin Budd | bude oznámeno                 | bude oznámeno                | 25. června 2018          | 25. září 2018      |
| 24           | 4445      | Mummyfest DestinyBandages of Brothers             | Mummytární výhodaBratrstvo neohrožených               | Robin Budd | bude oznámeno                 | bude oznámeno                | 25. června 2018          | 26. září 2018      |
| 25           | 4647      | Creepover PartyFrankenstein & Son                 | PřespávačkaFrankenstein & Syn                         | Robin Budd | bude oznámeno                 | bude oznámeno                | 25. června 2018          | 27. září 2018      |
| 26           | 48        | Fangceañera                                       | Špičákoviny                                           | Robin Budd | bude oznámeno                 | bude oznámeno                | 25. června 2018          | 28. září 2018      |

### Druhá řada (2019–2020)
Bylo oznámeno, že seriál získá druhou řadu
| Č. v seriálu | Č. v řadě | Původní název                                              | Český název   | Režie      | Scénář                                  | Příběh        | Premiéra v USA   | Premiéra v ČR |
| ------------ | --------- | ---------------------------------------------------------- | ------------- | ---------- | --------------------------------------- | ------------- | ---------------- | ------------- |
| 27           | 12        | Welcome to Human ParkMust Scream TV                        | bude oznámeno | Robin Budd | Ben JosephJosh Gal                      | bude oznámeno | 8. října 2019    | bude oznámeno |
| 28           | 3         | Married to the Blob                                        | bude oznámeno | Robin Budd | Mark Steinberg                          | bude oznámeno | 9. října 2019    | bude oznámeno |
| 29           | 45        | Portrait of Mavis as a Young VampireGoo Crush              | bude oznámeno | Robin Budd | Ben JosephJosh Gal                      | bude oznámeno | 10. října 2019   | bude oznámeno |
| 30           | 67        | FreakerheadsFor Whom the Smell Tolls                       | bude oznámeno | Robin Budd | Ben JosephAlex Ganetakos                | bude oznámeno | 11. října 2019   | bude oznámeno |
| 31           | 89        | Cries and DollsHypnosferatu                                | bude oznámeno | Robin Budd | Josh GalAlex Ganetakos                  | bude oznámeno | 15. října 2019   | bude oznámeno |
| 32           | 1011      | Best Friends FureverFantasy Vamp                           | bude oznámeno | Robin Budd | Alice ProdanouBen Joseph                | bude oznámeno | 16. října 2019   | bude oznámeno |
| 33           | 1213      | StepmonstersBetter Know Your Mavis                         | bude oznámeno | Robin Budd | Mark Steinberg                          | bude oznámeno | 17. října 2019   | bude oznámeno |
| 34           | 1415      | The Northern FrightsDon't Fear the Realtor                 | bude oznámeno | Robin Budd | Ben JosephJosh Gal                      | bude oznámeno | 18. října 2019   | bude oznámeno |
| 35           | 1617      | Holy BabiesAunt Lydia's New Clothes                        | bude oznámeno | Robin Budd | Shawn KalbEmer Connon                   | bude oznámeno | 21. října 2019   | bude oznámeno |
| 36           | 1819      | I Only Have Eyes for GooTalk Blobbish to Me                | bude oznámeno | Robin Budd | Ben JosephJosh Gal                      | bude oznámeno | 22. října 2019   | bude oznámeno |
| 37           | 2021      | Wand AmbitionLost in Transylvation                         | bude oznámeno | Robin Budd | Shawn KalbEmer Connon                   | bude oznámeno | 23. října 2019   | bude oznámeno |
| 38           | 2223      | The Song Remains AsleepBaby Got Hunchback                  | bude oznámeno | Robin Budd | Ben JosephBen Joseph and Mike D'Ascenzo | bude oznámeno | 24. října 2019   | bude oznámeno |
| 39           | 2425      | Afterlifestyles of the Rich and MavisThe Mavysitters Club  | bude oznámeno | Robin Budd | Mark SteinbergAlice Prodanou            | bude oznámeno | 25. října 2019   | bude oznámeno |
| 40           | 26        | A Year Without Creepmas                                    | bude oznámeno | Robin Budd | Andrew Harrison                         | bude oznámeno | 7. prosince 2019 | bude oznámeno |
| 41           | 2728      | Casualties of WartWhen the Afterlife Gives You Phlegmonade | bude oznámeno | Robin Budd | Emer ConnonShawn Kalb                   | bude oznámeno | 3. října 2020    | bude oznámeno |
| 42           | 2930      | Undead RedKlaus of the Rising Sun                          | bude oznámeno | Robin Budd | Ben JosephJosh Gal                      | bude oznámeno | 4. října 2020    | bude oznámeno |
| 43           | 3132      | Say Princess to the DressThe Naming of the Shrew           | bude oznámeno | Robin Budd | Emer ConnonBen Joseph & Mike D'Ascenzo  | bude oznámeno | 10. října 2020   | bude oznámeno |
| 44           | 3334      | Death Becomes HimPurse of the Mummy                        | bude oznámeno | Robin Budd | Alice ProdanouMark Steinberg            | bude oznámeno | 11. října 2020   | bude oznámeno |
| 45           | 3536      | Cape BossDiner of the Dead                                 | bude oznámeno | Robin Budd | Ben Joseph & Mike D'AscenzoJosh Gal     | bude oznámeno | 17. října 2020   | bude oznámeno |
| 46           | 3738      | Six Feet Undercover BossGhost Effect                       | bude oznámeno | Robin Budd | Ben JosephJosh Gal                      | bude oznámeno | 18. října 2020   | bude oznámeno |
| 47           | 3940      | World Wide WendyStuck in the Middle With Goo               | bude oznámeno | Robin Budd | Emer ConnonAlice Prodanou               | bude oznámeno | 24. října 2020   | bude oznámeno |
| 48           | 4142      | The Shawhank RedemptionFriendship Is Tragic                | bude oznámeno | Robin Budd | Ben JosephAlice Prodanou                | bude oznámeno | 25. října 2020   | bude oznámeno |
| 49           | 4344      | Nursery RhymesI Did It All for the Cookie                  | bude oznámeno | Robin Budd | Emer ConnonShawn Kalb                   | bude oznámeno | 26. října 2020   | bude oznámeno |
| 50           | 4546      | Fangs for the MemoriesSleepers Creepers                    | bude oznámeno | Robin Budd | Ben JosephJosh Gal                      | bude oznámeno | 27. října 2020   | bude oznámeno |
| 51           | 4748      | PolterguestHair Raiser                                     | bude oznámeno | Robin Budd | Alice ProdanouEmer Connon               | bude oznámeno | 28. října 2020   | bude oznámeno |
| 52           | 49        | What Lycidias Beneath                                      | bude oznámeno | Robin Budd | Mark Steinberg                          | bude oznámeno | 29. října 2020   | bude oznámeno |